# 切薩雷·貝卡里亞
切薩雷·貝卡里亞，或譯貝加利亞、比卡利亞（義大利語：Cesare Beccaria，1738年3月15日—1794年11月28日），是意大利法学家、哲学家、政治家。他在作品《论犯罪与刑罚》（1764年）中批評刑求、酷刑与死刑，成为現代刑法学的奠基之作。